# Heinrich Munk (Historiker)
Heinrich Munk (* 1936) ist ein deutscher Genealoge, Heimatkundler und Sachbuch-Autor insbesondere zur Geschichte der Kommunikation.

## Leben
Heinrich Munk wirkte als Beamter der Deutschen Bundespost und baute die Postgeschichtliche Sammlung bei der OPD Hannover auf, wo er gemeinsam mit Heinz Drangmeister als Museumsleiter wirkte. Anfang der 1980er Jahre wurde er als „Leiter des Postmuseums zu Hannover“ bezeichnet. Zu seinen Forschungsgebieten zählte unter anderem die Postgeschichte in Niedersachsen.
Ab 1979 war Munk Schriftleiter der Postgeschichtlichen Blätter Hannover-Braunschweig. Er wurde zum Ehrenmitglied der Deutschen Gesellschaft für Post- und Telekommunikationsgeschichte (DGPT) ernannt.
Zudem publizierte Heinrich Munk zur Lokal-, Regional- und Landesgeschichte. Er verfasste rund 30 Bücher sowie zahlreiche heimatgeschichtliche Aufsätze und Beiträge.

## Schriften
- De hove to Lutken Bulten, in: Der Heimatspiegel. Beilage der Peiner Allgemeine Zeitung, [Peine], November 1964
- Die Geschichte des „Großen Hofes“ in Bülten. Eine schwarze Frau kam aus Batavia. Heute erinnert nichts mehr an den Hof; in: Der Heimatspiegel. Beilage der Peiner Allgemeine Zeitung, [Peine] 1967, Ausgabe 19, S. 5–6
- Haste. Geschichte eines Dorfes in Nordschaumburg, Haste: Gemeinde Haste, 1975; Inhaltsverzeichnis
- 600 Jahre Hagenburg. 1378–1978, hrsg. von der Gemeinde Hagenburg, Hagenburg: Gemeinde Hagenburg, 1978
- Meribiki – Meerbeck. Geschichte eines Kirchdorfes im Schaumburger Land, Meerbeck: Gemeinde Meerbeck, 1981; Inhaltsverzeichnis
- Heinrich Munk (Schriftltg.), Jes Tüxen et al. 800 Jahre Gemeinde Leese. 1183–1983, Leese: Gemeinde, 1983; Inhaltsverzeichnis
- 800 Jahre Auetal, Auetal: Gemeindeverwaltung, 1983, ISBN 978-3-87085-084-5 und ISBN 3-87085-084-1; Inhaltsverzeichnis
- Sachsenhagen. Burg – Flecken – Stadt, Sachsenhagen: Stadt Sachsenhagen, 1984, ISBN 978-3-87085-095-1 und ISBN 3-87085-095-7; Inhaltsverzeichnis
- 700 Jahre Ohndorf. 1289–1989, Hohnhorst: Gemeinde, 1989
- ... unterwegs. 100 Jahre Ev.-Luth. Kirchengemeinde Großenheidorn, Wunstorf: Ev.-Luth. Kirchengemeinde Großenheidorn, 1999, ISBN 978-3-00-004948-4 und ISBN 3-00-004948-7
- Stadthagen (= Die Reihe Archivbilder), 1. Auflage, Erfurt: Sutton, 1999, ISBN 978-3-89702-129-7 und ISBN 3-89702-129-3
- Bulthem, Luttken Bulten, Klein Bülten. Die Geschichte des Dorfes Bülten, Klein Bülten: Heimat- und Bergbauverein Klein Bülten von 1997 e.V., 2004, ISBN 978-3-937664-14-9 und ISBN 3-937664-14-9
- Die Post im Altkreis Isenhagen (= Schriftenreihe des Kreisarchives Gifhorn, Nr. 24), Gifhorn: Landkreis Gifhorn; Gifhorn: Museums- und Heimatverein Gifhorn, 2006, ISBN 978-3-929632-75-0 und ISBN 3-929632-75-6
- Heinrich Munk, Karl-Peter Klein: Die Post im Landkreis Hameln-Pyrmont. Ein philatelistischer und historischer Streifzug durch die Hamelner Postgeschichte. Mit einem Verzeichnis der Poststellen des Landkreises Hameln-Pyrmont und deren Leiter, Hameln: Niemeyer, 2012, ISBN 978-3-8271-9309-4; Inhaltsverzeichnis

## Ehrungen
1987 wurde Heinrich Munk mit der HANNOVER-Medaille in Bronze geehrt.